# Basarakodu, Hagaribommanahalli
Basarakodu là một làng thuộc tehsil Hagaribommanahalli, huyện Bellary, bang Karnataka, Ấn Độ.